# خالد الزکیبا
خالد الزکیبا (انگلیسی: Khaled Al Zakiba؛ زادهٔ ۱۹ ژوئن ۱۹۸۶) بازیکن فوتبال اهل قطر است.

## باشگاهی
از باشگاه‌هایی که در آن بازی کرده‌است می‌توان به القطر و الشمال اشاره کرد.

## تیم ملی
وی همچنین در تیم ملی فوتبال قطر بازی کرده‌است.